# 現在我將向您展示，他們準備從哪裡襲擊白俄羅斯

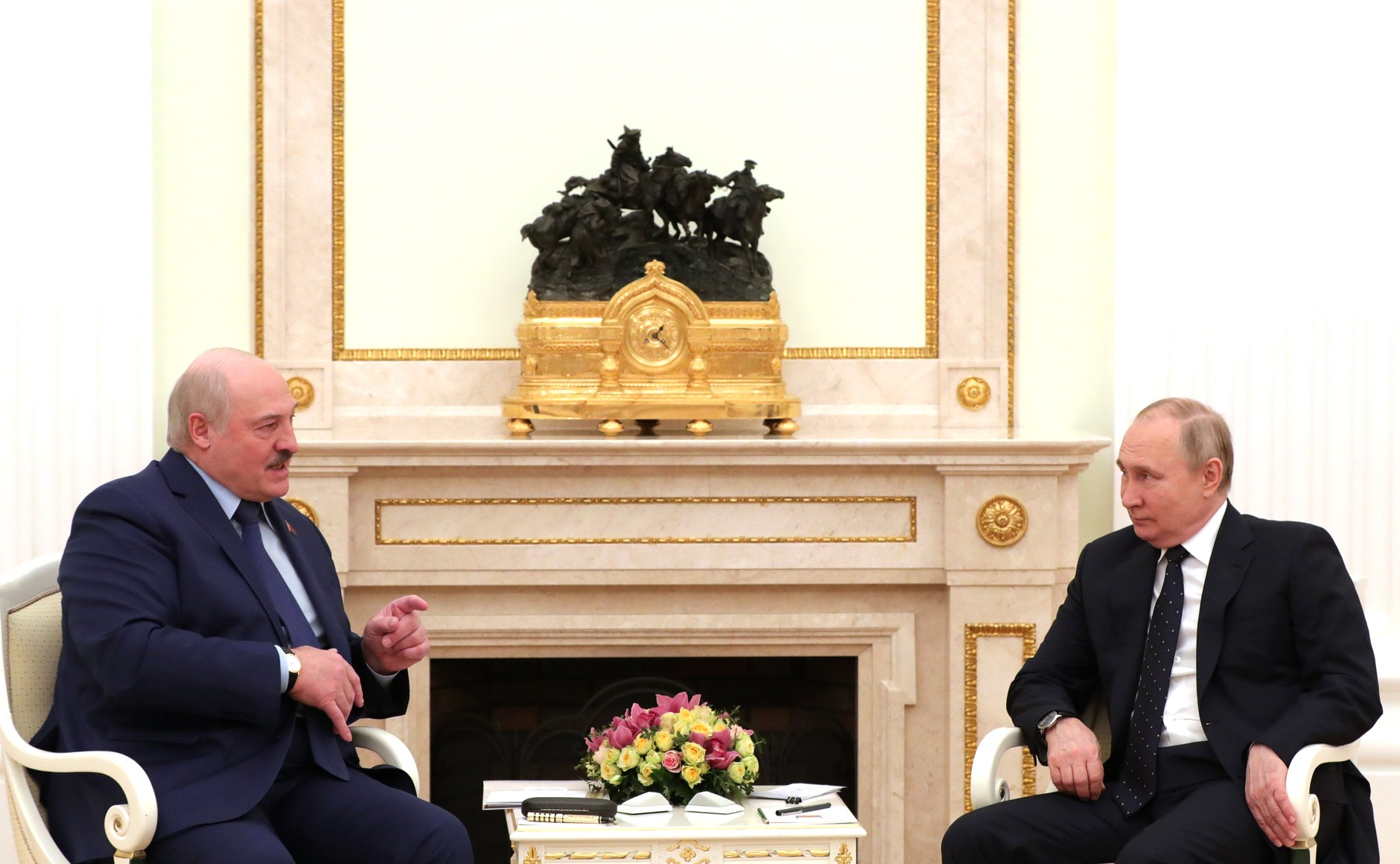
2022年3月11日卢卡申科与普京会面

現在我將向您展示，他們準備從哪裡襲擊白俄羅斯（俄语：А я сейчас вам покажу, откуда на Беларусь готовилось нападение）是2022年3月11日舉行的俄羅斯和白俄羅斯總統會談時白俄羅斯總統亞歷山大·盧卡申科為俄羅斯入侵烏克蘭辯護時所說的一句話，這句話在俄語圈網路中引起了不小反響，並成為一個流行語和迷因。

## 迷因
根據BBC的報導，卢卡申科為俄羅斯侵略烏克蘭的辯護形成了一系列古怪的網路迷因。有不少人對這句話進行再創作，亦有媒體使用這句流行語對卢卡申科進行調侃，包括但不限于：
- 将卢卡申科原视频剪接在火車站、精神病院、鸡舍、过山车等古怪场景[8]，令其向各種對象發表長篇大論，例如芭蕾舞剧表演者、电影中的主角、色情女演員、电视节目主持人、小雞、打瞌睡的觀眾等等。[9]
- 为原始影片的音频加上配樂以及其他電影片段[7][10]。
- 有网友製作了一些短视频，这些短视频以无关内容开场，在关键时间点画面转场到盧卡申科的讲话。例如，一个短视频教你被帥哥注意該怎麼辦：「轉身，向下看，微笑，說：『現在我將向你展示……』」[8]
- 盧卡申科在冰球比賽中臉部被擊中時，FanDay网站新闻的标题中出现了「現在我將向您展示，他們是從哪裡襲擊下巴的……」的表述[11]。
- 乌克兰《柴油秀（俄语：Дизель-шоу）》节目的明星叶戈尔·克鲁托戈洛夫（烏克蘭語：Крутоголов Єгор Григорович）借4月1日別爾哥羅德的燃料庫爆炸事件调侃卢卡申科：“现在我将向您展示，他们准备从別爾哥羅德哪里发动袭击！我带着地图，我会告诉你的！”[8][12]。
- 2022年4月24日，盧卡申科表示：波蘭人、立陶宛人和拉脫維亞人正站在白俄罗斯的边境，要求入境購買蕎麥和鹽。作為回應，拉脫維亞的外交部長林克维奇斯發推特调侃卢卡申科：「現在我將向你展示，他們準備從哪裡去白俄羅斯買蕎麥和鹽」[13]。

## 白俄羅斯當局的反应
2022年4月27日，幾名白俄羅斯學生因在TikTok上發佈這個迷因而被白俄羅斯當局拘留，学生在发布道歉视频后被释放。

## 外部連結
- Лукашенко на встрече с Путиным: Не надо оправдываться ни перед кем! （页面存档备份，存于）（俄文）
- «А я сейчас покажу, откуда на Беларусь готовилось нападение». Мемы с Александром Лукашенко （页面存档备份，存于）